# Quint Fabi Buteó (pretor 181 aC)
Quint Fabi Buteó (en llatí Quinctus Fabius Buteo) va ser un magistrat romà. Formava part de la gens Fàbia, i era de la branca dels Buteó.
Va ser pretor l'any 181 aC i li va correspondre com a província la Gàl·lia Cisalpina. El seu mandat es va prorrogar un any (180 aC). El 179 aC va ser nomenat un dels Triumviri coloniae deducendae, magistrats extraordinaris que van fundar una colònia llatina al territori dels pisans, a Etrúria. Onze anys després va tornar a la zona (168 aC) com un dels quinquevirs designats per arranjar les disputes entre Pisae i Luna pels límits entre les dues ciutats.